# Palazzo delle Poste (Reggio Calabria)

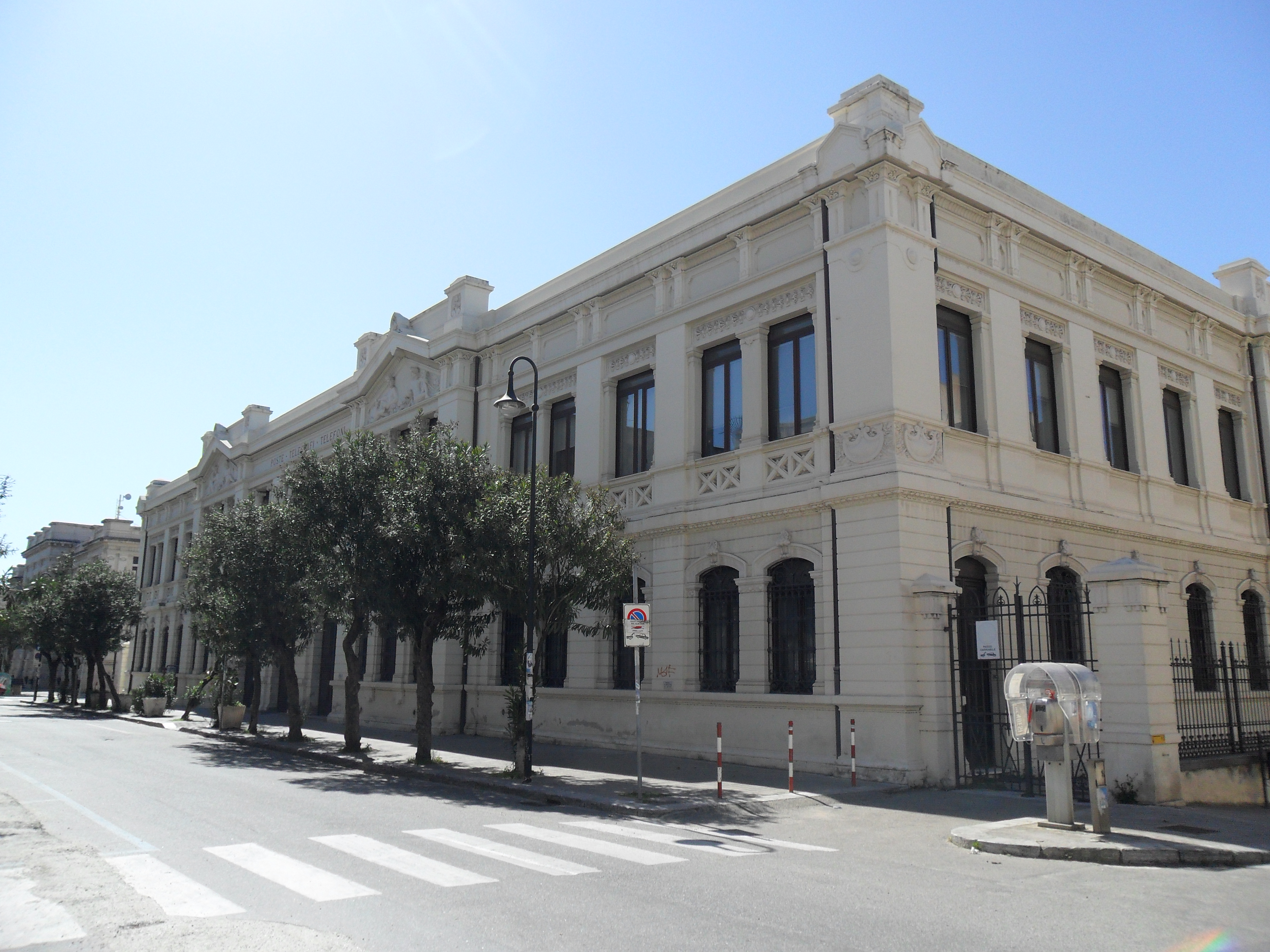
Palazzo delle Poste in Reggio Calabria, Hauptfassade zur Via Nicola Miraglia

Der Palazzo delle Poste e Telegrafi ist ein neoklassizistischer Palast aus den 1910er-Jahren im historischen Zentrum von Reggio Calabria in der italienischen Region Kalabrien. Er nimmt den gesamten Block zwischen Corso Vittorio Emanuele III, der Via Nicola Miraglia, der Via Felice Valentino und der Via Pietro Foti ein.

## Geschichte

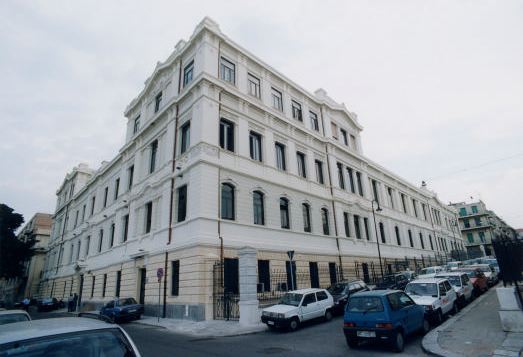
Fassade zum Corso Vittorio Emanuele III

Das 1912 fertiggestellte Gebäude wurde an dem Ort errichtet, an dem vor dem Erdbeben von 1908 das Dominikanerkloster, ein Beispiel für die Architektur von Gebäuden, die nach dem Erdbeben von 1783 entstanden waren, und basierend auf einem Projekt des Bauingenieurs Alfredo Ferretti.

## Beschreibung
Das Gebäude hat wegen des Höhenunterschiedes der Straßen eine Rückfassade mit drei Stockwerken zum Corso Vittorio Emanuele III und eine Hauptfassade mit zwei Stockwerken zur Via Nicola Miraglia. Sein Grundriss ist rechteckig und es hat einen Innenhof, der eine einfachere Geometrie zeigt und am Sockel kein Bossenwerk, sowie Ornamente, hat, wie sie die Außenfassaden zeigen. Die Außenfassaden des gesamten Gebäudes sind horizontal durch Gesimse geteilt, die die verschiedenen Arten zeigen, auf die Wände der Fassaden behandelt sind. Das Bossenwerk des Sockels besteht aus einem groben Mörtel, der in Unebenheiten und mit unregelmäßigen Vertiefungen bearbeitet ist, um das Bild eines grob behauenen Steins zu zeigen. Die oberen Wände sind mit einem Schweißputz bedeckt, der wie falscher Travertin gearbeitet ist.
Der Haupteingang zum Gebäude, der aus drei Portalen mit horizontalen Trägern besteht, die mit drei Gittertoren aus kunstvoll bearbeitetem Schmiedeeisen versehen sind, befindet sich in der Via Nicola Miraglia und führt zur großen, reich verzierten Halle, in dem die Schalter für die Kunden untergebracht sind. Die Fenster des unteren Geschosses folgen an allen Fassade rhythmisch aufeinander und folgen zwei architektonischen Mustern: Einige sind mit Architraven versehen, andere schließen nach oben mit einem leichten Bogen ab. Die Fenster der oberen Stockwerke dagegen sind Einzel- oder Doppelfenster mit geraden Trägern und flankiert von ionischen oder korinthischen Lisenen oder Säulen. Unter der Trauflinie erstreckt sich ein Gebälk, das durch Abfolge kleiner Säulen gekennzeichnet ist, während das obere Ende des Palastes ein Traufgesims zeigt, das sich über einigen Fenstern zu dreieckigen Tympana erhebt, in deren Inneren sich Halbreliefe menschlicher Figuren befinden.
An der Fassade zum Corso Vittorio Emanuele III hin befinden sich an den Ecken zwei symmetrisch angeordnete, aufgesetzte, identische Baukörper, die an die architektonischen Elemente der Gebäudefassaden erinnern. Seinen oberen Abschluss findet das Ganze in einer Brüstung, an der sich kleine Säulen mit Stuckdekorationen abwechseln.